# Vidiadhar Surajprasad Naipaul
Sir Vidiadhar Surajprasad Naipaul, noto anche come V. S. Naipaul (Chaguanas, 17 agosto 1932 – Londra, 11 agosto 2018), è stato uno scrittore trinidadiano naturalizzato britannico.

## Biografia
Tra i maggiori scrittori contemporanei, nasce a Chaguanas, un piccolo villaggio dell'isola caraibica di Trinidad nel 1932 da genitori indiani di casta braminica. Suo nonno, originario dell'India nord-orientale, era emigrato a Trinidad nel secolo precedente per lavorare nelle piantagioni. Suo padre Seepersad era giornalista del Trinidad Guardian e autore di novelle. V. S. Naipaul si trasferisce in Inghilterra nel 1950 dove frequenta l'università di Oxford. Inizia a collaborare saltuariamente a diversi giornali e pubblica i suoi primi romanzi nel 1954.
La sua vita è segnata dai numerosi viaggi iniziati nel 1960.
Nel 1990 la Regina Elisabetta gli assegna il titolo di Knight Bachelor (cavaliere); tre anni dopo, nel 1993 è il primo beneficiario del premio David Cohen British Literature Prize e nel 1999 riceve il Premio Grinzane Cavour.
Riceve il Premio Nobel per la letteratura nel 2001 con la seguente motivazione: "per aver unito una descrizione percettiva ad un esame accurato incorruttibile costringendoci a vedere la presenza di storie soppresse".

## Opere

### Narrativa
- Il massaggiatore mistico (The Mystic Masseur, 1957), traduzione di Giorgio Monicelli, Collana Medusa n.508, Milano, Mondadori, 1966. - Introduzione di Claudio Gorlier, Collana Oscar, Mondadori, 1988-1995; Collana Fabula n.266, Milano, Adelphi, 2013, ISBN 978-88-459-2845-1. [Vincitore del John Llewellyn Rhys Prize nel 1958[2]]
- Elezioni a Elvira (The Suffrage of Elvira, 1958), traduzione di Franco Salvatorelli, Introduzione di Claudio Gorlier, Collana Oscar narrativa n.1052, Milano, Mondadori, 1990.
- Miguel Street (1959), traduzione di Marcella Dallatorre, Introduzione di Claudio Gorlier, Collana Oscar, Milano, Mondadori, 1991.
- Una casa per il signor Biswas (A House for Mr Biswas, 1961), traduzione di Vincenzo Mantovani, Collana Omnibus, Milano, Mondadori, 1964. - col titolo Una casa per Mr Biswas, trad. Franca Cavagnoli, Collana Fabula n.171, Milano, Adelphi, 2005, ISBN 978-88-459-2017-2.
- Mr. Stone (Mr. Stone and the Knight's Companion, 1963), traduzione di Marcella Dallatorre, Introduzione di Claudio Gorlier, Collana Oscar narrativa n.1086, Milano, Mondadori, 1990.
- Una bandiera sull'isola (A Flag on the Island, 1967), traduzione di Demetrio Vittorini, Collezione La Scala, Milano, Rizzoli, 1984, ISBN 978-88-176-7601-4.
- I mimi (The Mimic Men, 1967), traduzione di Valeria Gattei, Collana Fabula n.242, Milano, Adelphi, 2011, ISBN 978-88-459-2642-6.
- In uno Stato libero (In a Free State, 1971), traduzione di Marcella Dallatorre, Collana Fabula n.95, Milano, Adelphi, 1996, ISBN 978-88-459-1249-8. [Vincitore del Booker Prize nel 1971[3]]
- Guerrillas, traduzione di Marcella Dallatorre, postfazione di Claudio Gorlier, Collana Oscar I gabbiani n.9, Milano, Mondadori, 1991.
- Alla curva del fiume (A Bend in the River, 1979), traduzione di Demetrio Vittorini, Collezione La Scala, Milano, Rizzoli, 1982. - Introduzione di Claudio Gorlier, Collana Oscar, Milano, Mondadori, 1989-1995; col titolo Sull'ansa del fiume, trad. Valeria Gattei, Collana Fabula n.297, Milano, Adelphi, 2015, ISBN 978-88-459-3045-4.
- I coccodrilli di Yamoussoukro (Finding the Centre, 1984), traduzione di Franca Cavagnoli, Collana Fabula n.155, Milano, Adelphi, 2004, ISBN 978-88-459-1849-0.
- L'enigma dell'arrivo. Un romanzo in cinque parti (The Enigma of Arrival, 1987), traduzione di Marco Paggi, Collana Omnibus, Milano, Mondadori, 1988.
- Una via nel mondo. Una sequenza (A Way in the World, 1994), traduzione di Marcella Dallatorre, Collana Fabula n.90, Milano, Adelphi, 1995, ISBN 978-88-459-1170-5.
- La metà di una vita (Half a Life, 2001), traduzione di Franca Cavagnoli, Collana Fabula n.146, Milano, Adelphi, 2002, ISBN 978-88-459-1744-8.
- Semi magici (Magic Seeds, 2004), traduzione di Giovanni Ferrara degli Uberti, Collana Fabula n.192, Milano, Adelphi, 2007, ISBN 978-88-459-2232-9.
- Dolore (Grief, 2020), traduzione di Matteo Codignola, Collana Microgrammi n. 1, Milano, Adelphi, 2020, ISBN 978-88-459-3546-6.

### Saggistica
- The Middle Passage: Impressions of Five Societies - British, French and Dutch in the West Indies and South America (1962)
- Un'area di tenebra (An Area of Darkness, 1964), traduzione di Franco Salvatorelli, Collana Biblioteca n.370, Milano, Adelphi, 1999, ISBN 978-88-459-1444-7.
- La perdita dell'Eldorado. Una cronaca coloniale (The Loss of El Dorado, 1969), traduzione di Loretta Colosio e Leonardo Marcello Pignataro, Collana L'oceano delle storie n.17, Milano, Adelphi, 2012, ISBN 978-88-459-2751-5.
- The Overcrowded Barracoon and Other Articles (1972)
- Una civiltà ferita: l'India (India: A Wounded Civilization, 1977), traduzione di Marcella Dallatorre, Collana Piccola Biblioteca n.398, Milano, Adelphi, 1997, ISBN 978-88-459-1330-3.
- A Congo Diary (1980)
- Il ritorno di Eva Perón (The Return of Eva Perón and the Killings in Trinidad, 1980), traduzione di Valeria Gattei, Collana Fabula n.351, Milano, Adelphi, 2019, ISBN 978-88-459-3406-3.
- Tra i credenti. Un viaggio nell'Islam (Among the Believers: An Islamic Journey, 1981), traduzione di Attilio Veraldi, Collana La Scala, Milano, Rizzoli, 1983.
- I coccodrilli di Yamoussoukro (Finding the Centre: Two Narratives, 1984), traduzione di Franca Cavagnoli, Collana Fabula n.155, Milano, Adelphi, 2004, ISBN 978-88-459-1849-0.
- Nel Sud (A Turn in the South, 1989), traduzione di Marco Papi, Collana Omnibus, Milano, Mondadori, 1989.
- India. Un milione di rivolte (India: A Million Mutinies Now, 1990), traduzione di Katia Bagnoli, Collana Omnibus, Milano, Mondadori, 1991.
- Homeless by Choice (1992)
- Bombay (1994)
- Fedeli a oltranza. Un viaggio tra i popoli convertiti all'Islam (Beyond Belief: Islamic Excursions among the Converted Peoples, 1998), traduzione di Navid Carucci, Ubaldo Stecconi e Vincenzo Vergiani, Collezione La collana dei casi n.9, Milano, Adelphi, 2001, ISBN 978-88-459-1645-8.
- Between Father and Son: Family Letters (1999)
- Leggere e scrivere. Una testimonianza (Reading & Writing: A Personal Account, 2000), traduzione di Franca Cavagnoli, Collana Piccola Biblioteca n.477, Milano, Adelphi, 2002, ISBN 978-88-459-1692-2.
- Lo scrittore e il mondo (The Writer and the World: Essays, 2002), traduzione di Valeria Gattei, La collana dei casi n.123, Milano, Adelphi, 2018, ISBN 978-88-459-3234-2.
- Literary Occasions: Essays (2003)
- Scrittori di uno scrittore. Modi di guardare e di sentire (A Writer's People: Ways of Looking and Feeling, 2007), traduzione di Adriana Bottini, Collana Piccola Biblioteca n.601, Milano, Adelphi, 2010, ISBN 978-88-459-2500-9.
- La maschera dell'Africa. Immagini della religiosità africana (The Masque of Africa, 2010), traduzione di Adriana Bottini, Collezione La collana dei casi n.86, Milano, Adelphi, 2010, ISBN 978-88-459-2540-5.